# Verkamannafylkingin
El Verkamannafylkingin (Unió dels treballadors, en català) va ser un partit polític d'ideologia socialdemòcrata de les illes Fèroe. El partit va ser fundat durant la crisi econòmica de principis dels anys 1990 per votants insatisfets de Javnaðarflokkurin. El partit es va dissoldre el 2001.

## Història
La iniciativa de la líder sindical Ingeborg Vinther va conduir a la formació d'un partit de protesta destinats a votants insatisfets i decebuts amb el Javnaðarflokkurin durant la severa crisi financera que va afectar les Illes Fèroe a la primera meitat de la dècada de 1990. El nou partit es va presentar a les eleccions del 1994 i va obtenir 2421 vots (el 9,5 % del sufragi) i tres escons, que van ocupar els diputats Óli Jacobsen, Kristian Magnussen i Ingeborg Vinther. En aquelles eleccions el Javnaðarflokkurin va perdre la meitat dels seus diputats al Løgting, va passar dels 10 als 5 escons.
El Verkamannafylkingin es va incorporar a la coalició de govern liderada per Edmund Joensen (1994-1998), amb Jakobsen, Magnussen i Axel H. Nolsøe exercint el càrrec de ministres. Tot i així, va perdre els tres escons que tenia a les eleccions de 1998, quan va rebre només 215 vots (el 0,8 % del sufragi), i el partit es va acabar dissolent el 2001. Alguns dels seus components es van incorporar al Javnaðarflokkurin.